# Conte di Carlisle
Conte di Carlisle (Earl of Carlisle in inglese) è un titolo ereditario della nobiltà inglese della parìa inglese.

## Storia

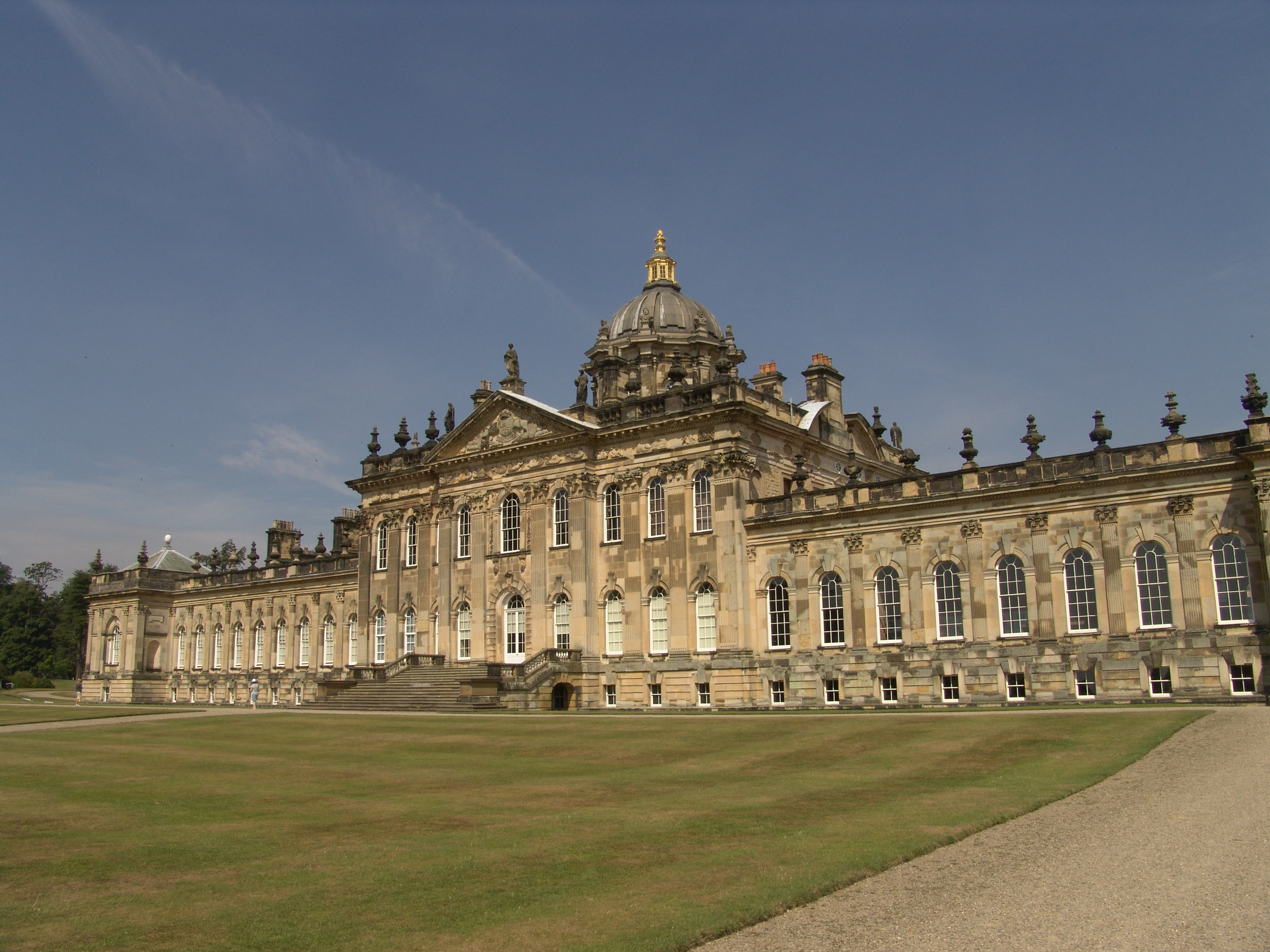
Castle Howard, residenza ufficiale della famiglia dei Conti di Carlisle

La prima creazione del titolo avvenne nel 1322 quando il soldato Andrew Harclay, I barone Harclay venne nominato Conte di Carlisle. Egli aveva già ottenuto nel 1321 il titolo di Lord Harclay i parlamento. Nel 1322, ad ogni modo, Harclay venne decapitato per tradimento e il suo titolo venne annullato.
La seconda creazione del titolo avvenne nel 1622 quando James Hay, I visconte di Doncaster, venne nominato Conte di Carlisle. Egli era uno dei favoriti di Giacomo I d'Inghilterra ed era già stato creato Lord Hay nella Parìa di Scozia nel 1606 oltre ad aver ottenuto il titolo di Barone Hay, di Sawley nella contea di York e Visconte Doncaster nel 1618, nella parìa d'Inghilterra. Lord Carlisle apparteneva ad un ramo collaterale dei conti di Errol. Nel 1637 il secondo conte succedette anche nella baronìa di Denny (un titolo creato nel 1604; vedi Conte di Norwich). Egli ad ogni modo non ebbe eredi ed alla sua morte nel 1660 il titolo si estinse. 
La terza creazione avvenne nel 1660 quando Sir Charles Howard venne nominato Barone Dacre di Gillesland, nella contea di Cumberland, Visconte Howard di Morpeth, nella contea di Cumberland, e Conte di Carlisle. Egli era membro della famosa famiglia Howard, di cui Catherine era stata una delle mogli di Enrico VIII d'Inghilterra. Per matrimonio la famiglia ottenne l'allora Castello Naworth e la residenza di Henderskelfe, oggi più conosciuta come Castello Howard, ancora oggi residenza ufficiale della famiglia.

## Conti di Carlisle, prima creazione (1322)
- Andrew Harclay, I conte di Carlisle (m. 1323) (annullato nel 1323)

## Conti di Carlisle, seconda creazione (1622)
- James Hay, I conte di Carlisle (c. 1590–1636)
- James Hay, II conte di Carlisle (1612–1660)

## Conti di Carlisle, terza creazione (1661)
- Charles Howard, I conte di Carlisle (1629–1685)
- Edward Howard, II conte di Carlisle (1646–1692)
- Charles Howard, III conte di Carlisle (1669–1738)
- Henry Howard, IV conte di Carlisle (1694–1758)
- Frederick Howard, V conte di Carlisle (1748–1825)
- George Howard, VI conte di Carlisle (1773–1848)
- George William Frederick Howard, VII conte di Carlisle (1802–1864)
- William George Howard, VIII conte di Carlisle (1808–1889)
- George James Howard, IX conte di Carlisle (1843–1911)
- Charles James Stanley Howard, X conte di Carlisle (1867–1912)
- George Josslyn L'Estrange Howard, XI conte di Carlisle (1895–1963)
- Charles James Ruthven Howard, XII conte di Carlisle (1923–1994)
- George William Beaumont Howard, XIII conte di Carlisle (n. 1949)